# Ten Tonnes (album)
Ten Tonnes is het debuutalbum van de gelijknamige Britse singer-songwriter Ten Tonnes. Het album werd uitgebracht op 3 mei 2019 onder het label Warner Records, en werd geproduceerd door Hugo White en Dan Grech-Marguerat.

## Tracklist
| Nr.          | Titel                   | Duur  |
| ------------ | ----------------------- | ----- |
| 1.           | "Lucy"                  | 2:46  |
| 2.           | "G.I.V.E."              | 3:08  |
| 3.           | "Cracks Between"        | 3:14  |
| 4.           | "Counting Down"         | 3:25  |
| 5.           | "Too Late"              | 3:25  |
| 6.           | "Nights In, Nights Out" | 3:21  |
| 7.           | "Better Than Me"        | 3:21  |
| 8.           | "Look What You Started" | 2:59  |
| 9.           | "Silver Heat"           | 2:53  |
| 10.          | "Wake Up"               | 3:16  |
| 11.          | "Lay It on Me"          | 3:36  |
| 12.          | "Missing You"           | 3:09  |
| Totale duur: | Totale duur:            | 38:33 |

## Hitnoteringen
| Hitnoteringen   | Positie |
| --------------- | ------- |
| UK Albums (OCC) | 31      |